# Mats G. Larsson

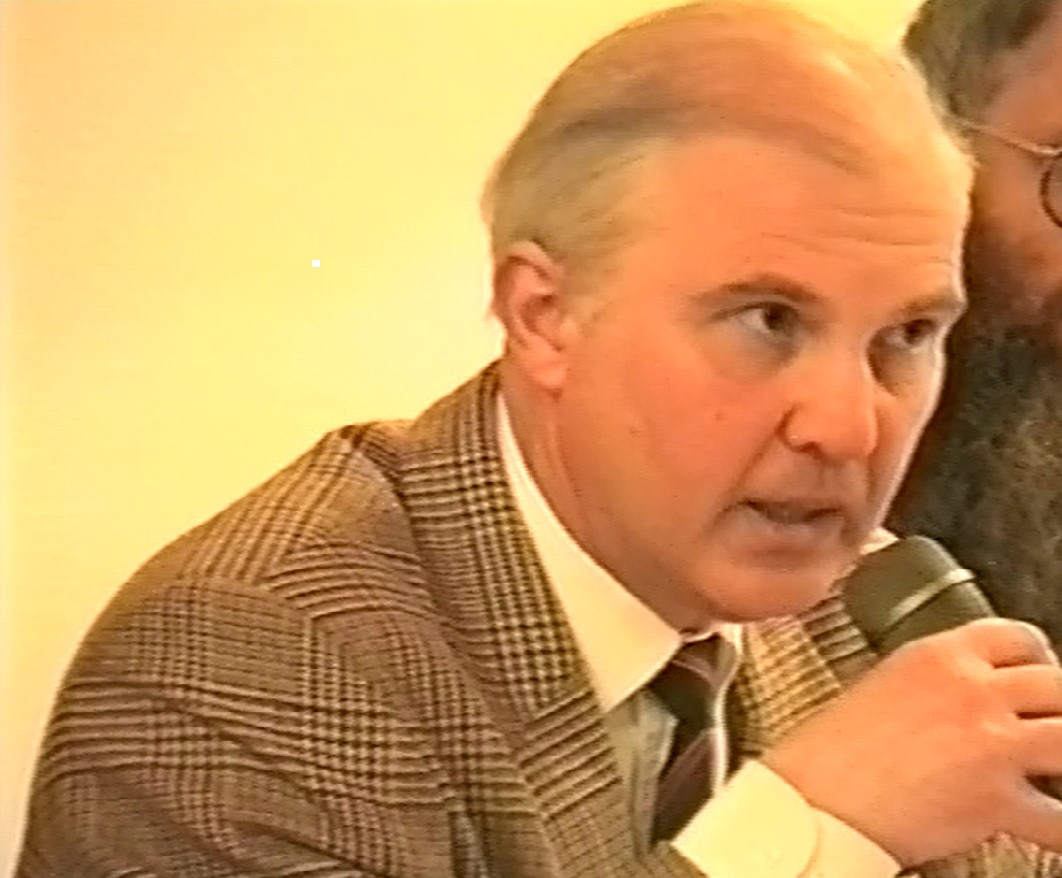
Mats G. Larsson vid paneldebatt 1999.

Mats G. Larsson, född 23 juni 1946 i Stockholm, är en svensk arkeolog, historiker och författare.

## Biografi
Larsson avlade studentexamen 1965 vid Norra Latin i Stockholm. Han läste sedan maskinteknik på Kungliga Tekniska högskolan och avlade civilingenjörsexamen 1969. Fram till 1984 arbetade han i industrin, bland annat på Asea i Västerås, men hade dessförinnan påbörjat studier i arkeologi vid Stockholms universitet. Från 1984 fortsatte han sina studier i arkeologi kompletterade med historia och fornisländska vid Lund universitet, där han 1990 disputerade på avhandlingen Runstenar och utlandsfärder: aspekter på det senvikingatida samhället med utgångspunkt i de fasta fornlämningarna. År 1998 utnämndes han till docent vid Lunds universitet.
Larsson har för sin forskning deltagit i experimentella färder med vikingatida båttyper på de ryska floderna samt varit initiativtagare och vetenskapligt ansvarig för en sådan båtfärd genom bland annat Georgien och Azerbajdzjan år 2004. En film om expeditionen gjordes av dokumentärfilmaren Jan Dufva. Han har också lett flera undersökningar i Nova Scotia med målet att finna nordiska boplatser från vikingatiden med de isländska sagorna som utgångspunkt. 
Larsson är ledamot i Kungl. Örlogsmannasällskapet och korresponderande ledamot i Kungl. Gustav Adolfs Akademien.

## Författarskap
Larsson har inriktat sig på vikingatiden och tiden för Sveriges enande, i synnerhet på samband mellan arkeologiska lämningar och skrivna källor, exempelvis de isländska sagorna.
Han debuterade som populärvetenskaplig författare 1990 med en bok om Ingvar den vittfarne, Ett ödesdigert vikingatåg: Ingvar den vittfarnes resa 1036–1041. De populärvetenskapliga böckerna kännetecknas av att han presenterar sin egen forskning och sina egna tolkningar i berättande och resonerande form.

## Utmärkelser
- 1990 fick Mats G. Larsson Kungliga Humanistiska Vetenskapssamfundet i Lunds stora pris för sin avhandling Runstenar och utlandsfärder.
- 2000 erhöll han Hertig Karls pris, med 50 000 kronor Sveriges största historiepris, utdelat av Nyköpings kommun och Sörmlands museum.
- 2014 tilldelades han Georgiska ambassadens medalj för initierandet av Expedition Vittfarne, och för betydande bidrag till forskningen om tidiga kontakter mellan Sverige och Georgien.[2]